# Anochetus cato
Anochetus cato es una especie de hormiga carnívora del género Anochetus, categorizada en la tribu Ponerini, de la subfamilia Ponerinae. Fue descrita por Forel en 1901.

## Distribución
Se distribuye por Asia: Indonesia y Filipinas y Oceanía: Papúa Nueva Guinea e Islas Salomón.

## Hábitat
Habita en el bosque lluvioso y perturbado, en troncos podridos, tocones, nidos y la hojarasca. Se ha encontrado a elevaciones de 50 hasta 1200 m s. n. m.